# Mie-spredning
Mie-teorien, Lorenz-Mie-teorien eller Lorenz-Mie-Debye-teorien, opkaldt efter den danske fysiker Ludvig Lorenz, den tyske fysiker Gustav Mie og den hollandske fysiker Peter Debye, beskriver lysspredningen fra en sfærisk partikel i en plan bølge. Ludvig Lorenz og Gustav Mie var blandt de første til at løse ligningerne for det elektromagnetiske felt omkring en sfærisk partikel.
L. Lorenz brugte ikke Maxwells ligninger under udledningen men derimod sin egen udgave af den elektromagnetiske teori. Trods dette ligger hans udgave af løsningen på spredningsproblemet meget tæt op af de ligninger, der bruges i dag.
Ved at løse Maxwells ligninger for partiklen og det omgivne medium ved brug af grænsebetingelserne for grænsefladen mellem partikel og medium fremkommer et udtryk for det elektriske felt i fjernfeltet.
Et generelt analytisk udtryk for det lys, der spredes af en partikel med en given størrelse og brydningsindeks i en given retning i forhold til det indfaldende lys, findes ved hjælp af ligningerne for det indfaldende elektromagnetiske felt, for det spredte felt samt for feltet inde i partiklen.
Er der ikke tale om et plant indfaldende felt, men f.eks. om en fokuseret laserstråle, skal den generelle Lorenz-Mie-teori benyttes.
Der findes to approksimationer til Lorenz-Mie-teorien. Den ene kaldes Rayleigh-spredning og er gyldig for små partikeldiametre. Den anden er geometrisk optik, som gælder for store partikler.
Ved Rayleigh-spredning kan det elektromagnetiske felt betragtes som konstant over hele partiklen. Det indfaldende felt danner en oscillerende dipol, der spreder feltet i næsten alle retninger.